# Dynastor darius
Dynastor darius é uma borboleta neotropical da família Nymphalidae, subfamília Satyrinae e tribo Brassolini, encontrada do México até a Argentina. São borboletas de coloração marrom escura com uma série de grandes manchas brancas ao longo da metade apical da asa anterior, em vista superior, e com duas manchas brancas perto do ápice da asa posterior. Estas últimas manchas nas asas posteriores são, muitas vezes, semelhantes a um ponto de interrogação e matizadas de azul pálido na cor. A fêmea é muito maior que o macho, atingindo 13 centímetros de envergadura; enquanto que o macho mede aproximadamente 7 centímetros. O lado inferior da asa posterior é de um mosqueado marrom-amarelado, com a asa anterior de um marrom mais escuro. Apresenta padronagem de folha seca e possui fracos ocelos. Na asa anterior, em sua porção apical, pode ser visível uma área mais clara (cinzenta).

## Hábitos
Borboletas D. darius voam principalmente ao anoitecer, próximas a rios, para cima e para baixo até que a escuridão da noite as capture. Normalmente apenas uma, no máximo duas, são vistas em um dado lugar, ocorrendo do nível do mar até 1.000 metros de altitude. Tanto quanto se sabe, as trombas rudimentares de D. darius (e de outras espécies do gênero Dynastor) não permitem a alimentação no adulto. Não visitam frutos ou outras fontes de nutrição. Assim, o adulto provavelmente tem um curto período de vida.

## Ciclo de vida
A alimentação das lagartas de D. darius constitui-se de plantas da família Bromeliaceae (Bromelia plumieri, B. chrysantha, Aechmea aquilega, A. lasseri, A. nudicaulis e Quesnelia arvensis). O ovo é globular e possui 2 milímetros de diâmetro. A cor inicial é esverdeada, transformando-se gradualmente em rosada no segundo dia após a oviposição. A superfície é dotada de finas nervuras. A lagarta, em seu estágio final, é de coloração verde com características manchas ovais no dorso e bifurcação na região da cauda, cabeça pilosa e com projeções similares a chifres. A crisálida fica do lado de baixo de uma folha de bromélia, pendurado em um ângulo de aproximadamente 45°. O lado dorsal toca a folha e a face anterior fica para fora (projetada para cima). Esta orientação aumenta a semelhança da pupa com a cabeça de uma serpente, resultante de seu padrão e coloração.

## Subespécies
Dynastor darius possui cinco subespécies:
- Dynastor darius darius - Descrita por Fabricius em 1775, de exemplar proveniente do Brasil (Rio de Janeiro).
- Dynastor darius anaxarete - Descrita por Cramer em 1776, de exemplares provenientes do Suriname e Guiana Francesa.
- Dynastor darius stygianus - Descrita por Butler em 1872, de exemplares provenientes da Costa Rica, Guatemala e Equador.[10]
- Dynastor darius ictericus - Descrita por Stichel em 1904, de exemplar proveniente do Paraguai.
- Dynastor darius faenius - Descrita por Fruhstorfer em 1912, de exemplar proveniente do Brasil (Rio Grande do Sul).